# コンダヴィードゥ城

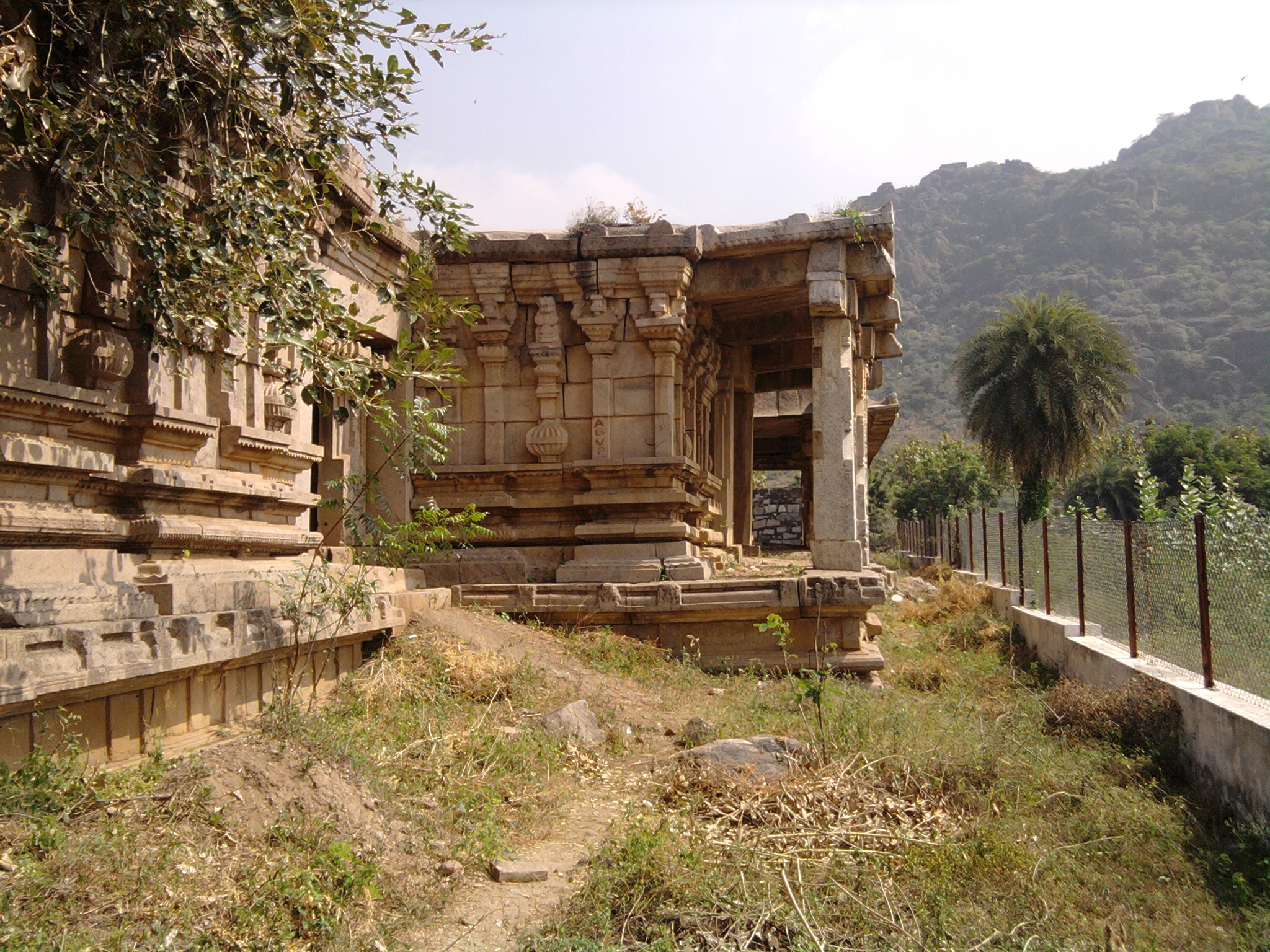
コンダヴィードゥ城

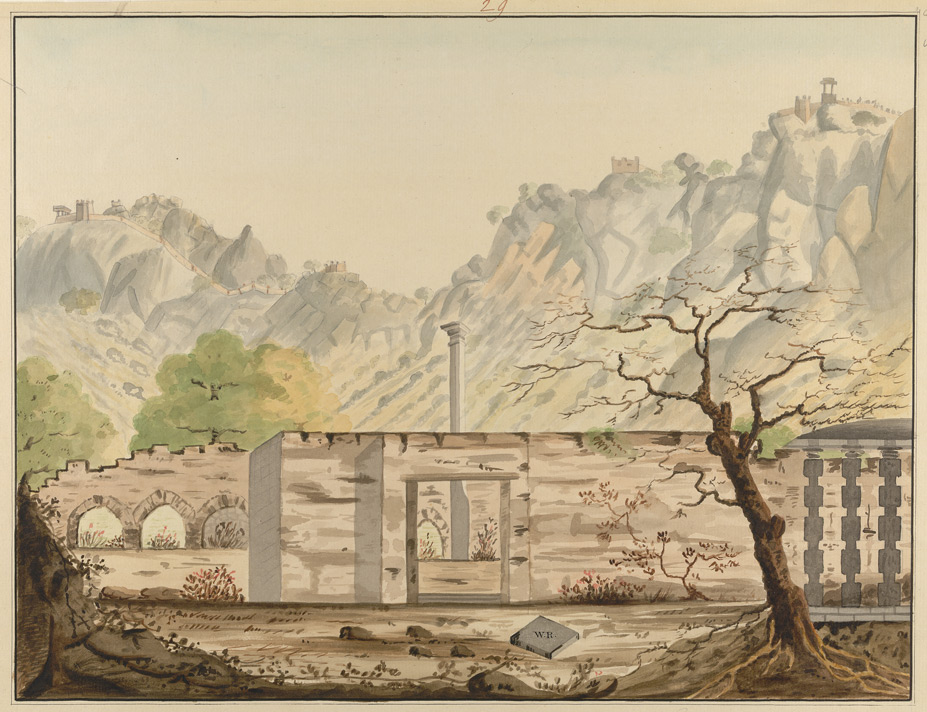
コンダヴィードゥ城の絵画（1804年）

コンダヴィードゥ城（英語：Kondaveedu Fort, テルグ語：కొండవీడు కోట）は、南インドのアーンドラ・プラデーシュ州、グントゥール県のコンダヴィードゥ村にある城塞。かつてはこの城を中心に都市があった。

## 歴史
1323年、カーカティーヤ朝がトゥグルク朝に滅ぼされた際、コンダヴィードゥはその支配下にはいったが、カーカティーヤ朝の家臣が起こしたレッディ王国により、のちに解放された。
14世紀末、レッディ王国が二つに分裂した際、コンダヴィードゥはそのうちの一つの首都となったが、1422年にヴィジャヤナガル王国の手に落ちた。
1458年にはデカンのバフマニー朝の手に落ち、1516年にはヴィジャヤナガル王クリシュナ・デーヴァ・ラーヤによって征服された。
1531年、1537年、1579年にはヴィジャヤナガル王国とゴールコンダ王国との間にこの城をめぐり争いが繰り広げられ、1579年にこの争いに勝利したゴールコンダ王イブラーヒーム・クリー・クトゥブ・シャーは都市と城の名をムルタザーナガル（Murtuzanagar）と改めた。
その後、この城の支配者は目まぐるしく変わり、1687年にはムガル帝国、1752年にはフランス、1766年にはニザーム王国、1788年には最終的にイギリスの支配下に置かれることとなった。
現在、コンダヴィードゥ城は廃墟となっている。